# هوپ‌وود (پنسیلوانیا)
هوپ‌وود (به انگلیسی: Hopwood) یک منطقهٔ مسکونی در ایالات متحده آمریکا است که در پنسیلوانیا واقع شده‌است. هوپ‌وود ۲٬۰۹۰ نفر جمعیت دارد.